# Medal Lorentza
Medal Lorentza – nagroda naukowa przyznawana przez Królewską Holenderską Akademię Sztuk i Nauk (KNAW) za istotny wkład w fizykę teoretyczną, choć w przeszłości kilkakrotnie nagrodzono fizyków doświadczalnych (eksperymentalnych).
Została ustanowiona w 1925 roku – z okazji 50. rocznicy doktoratu Hendrika Lorentza – i jest wręczana co cztery lata. Przeważnie w danym roku otrzymuje ją jedna osoba, choć raz (w 1998) laureatów było dwóch.

## Najwybitniejsi laureaci
Wielu laureatów Medalu zostało też uhonorowanych Nagrodą Nobla w dziedzinie fizyki lub rzadziej chemii; do 2021 roku było jedenaście takich osób – prawie połowa wszystkich nagrodzonych:

- 1927: Max Planck (nobel 1918)[a],
- 1931: Wolfgang Pauli (nobel 1945),
- 1935: Peter Debye (nobel 1936 – chemia),
- 1958: Lars Onsager (nobel 1968 – chemia),
- 1974: John H. van Vleck (nobel 1977),
- 1978: Nicolaas Bloembergen (nobel 1981),
- 1986: Gerardus ’t Hooft (nobel 1999),
- 1990: Pierre-Gilles de Gennes (nobel 1991),
- 1998: Carl E. Wieman i Eric A. Cornell (nobel 2001),
- 2002: Frank Wilczek (nobel 2004).

Inni wybitni i znani laureaci Medalu – czasem nominowani do Nagrody Nobla – to Arnold Sommerfeld, Freeman Dyson, Edward Witten i Juan Maldacena.

## Pełna lista wyróżnionych
Do 2022 roku nagrodzono łącznie 24 osoby:

- 2022: Daan Frenkel
- 2018: Juan Maldacena[1]
- 2014: Michael Berry
- 2010: Edward Witten
- 2006: Leo Kadanoff(inne języki)
- 2002: Frank Wilczek
- 1998: Carl E. Wieman i Eric A. Cornell
- 1994: Aleksandr Polakow(inne języki)
- 1990: Pierre-Gilles de Gennes
- 1986: Gerardus ’t Hooft
- 1982: Anatole Abragam(inne języki)
- 1978: Nicolaas Bloembergen
- 1974: John H. van Vleck
- 1970: George Uhlenbeck
- 1966: Freeman J. Dyson
- 1962: Rudolph E. Peierls(inne języki)
- 1958: Lars Onsager
- 1953: Fritz London
- 1947: Hendrik A. Kramers
- 1939: Arnold Sommerfeld
- 1935: Peter Debye
- 1931: Wolfgang Pauli
- 1927: Max Planck